# JR高崎鉄道サービス
JR高崎鉄道サービス株式会社（ジェイアールたかさきてつどうサービス、略称: TTS）は群馬県高崎市に本社を置く清掃整備事業者である。東日本旅客鉄道（JR東日本）の完全子会社（連結子会社）。

## 沿革
- 1972年（昭和47年） - 高崎鉄道整備株式会社設立。
- 2008年（平成20年）4月1日 - 高鉄開発株式会社がジェイアール高崎商事株式会社に吸収合併されるのに伴い、清掃業務が移管される。
- 2009年（平成21年）4月1日 - ジェイアール高崎商事株式会社を吸収合併し、JR高崎鉄道サービス株式会社に社名変更。
- 2015年7月1日 - 駅業務委託事業をJR東日本ステーションサービスに移管（契約変更）[2]

## 事業内容
- JR東日本高崎支社管内の駅舎清掃・車両清掃整備・駅ビル清掃（高崎モントレー・アズ熊谷・E’site）。
- 同管内の鉄道車両の検査、修繕、車輪削正、動力車の運転業務。

以前の事業
- 同管内の駅業務受託（2015年6月30日まで）
  - 倉賀野駅
  - 高崎問屋町駅
  - 井野駅
  - 群馬総社駅
  - 山前駅
  - 岩宿駅
  - 国定駅
  - 駒形駅
  - 前橋大島駅
  - 北高崎駅
  - 群馬八幡駅
  - 磯部駅
  - 松井田駅
  - 西松井田駅
  - 児玉駅
  - 群馬原町駅
  - 群馬藤岡駅
  - 栃木駅
  - 行田駅
  - 北鴻巣駅
  - 佐野駅